# Peter August von Schleswig-Holstein-Sonderburg-Beck

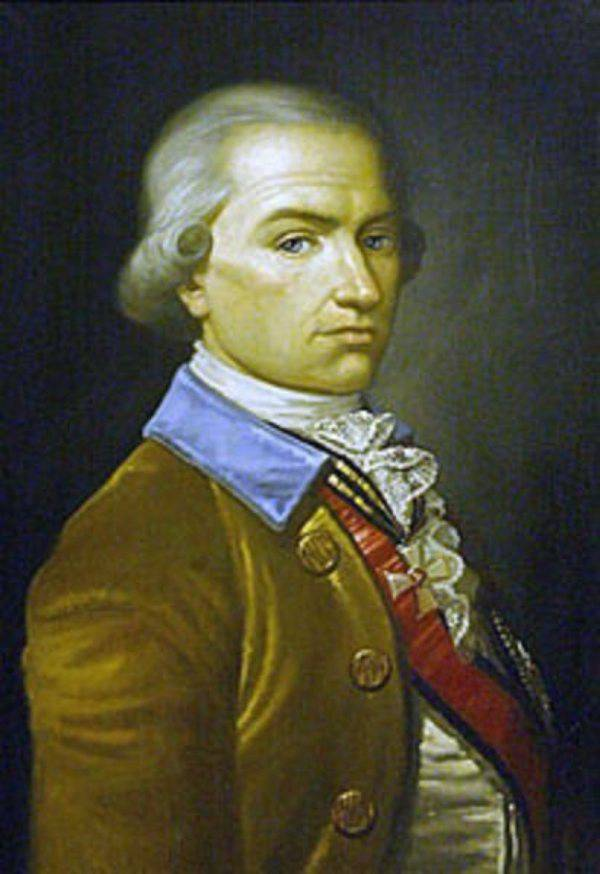
Herzog Peter August von Schleswig-Holstein-Sonderburg-Beck

Peter August von Schleswig-Holstein-Sonderburg-Beck (* 7. Dezember 1697 in Königsberg; † 22. Mai 1775 in Reval) war Herzog von Schleswig-Holstein-Sonderburg-Beck und russischer Generalfeldmarschall. 

## Leben
Er war der jüngste Sohn von Friedrich Ludwig, Herzog von Schleswig-Holstein-Sonderburg-Beck und Prinzessin Luise Charlotte von Schleswig-Holstein-Sonderburg-Augustenburg. 
Von 1743 bis 1753 war er Generalgouverneur von Reval und Gouverneur des Gouvernements Estland. Peter August war nur noch Titular-Herzog. Das Gut Haus Beck (Löhne-Ulenburg), auf dem der Name beruht, war bereits 1744 verkauft worden. 1758 wurde er zum russischen Generalfeldmarschall ernannt. Peter August starb am 22. Mai 1775 in Reval. Seine Grabkapelle befindet sich an der Nicolaikirche in Tallinn. Sie wurde 1865 von seinen Enkeln aus der Familie Barjatinski, Alexander Iwanowitsch Barjatinski und seinen Geschwistern, restauriert.

## Familie

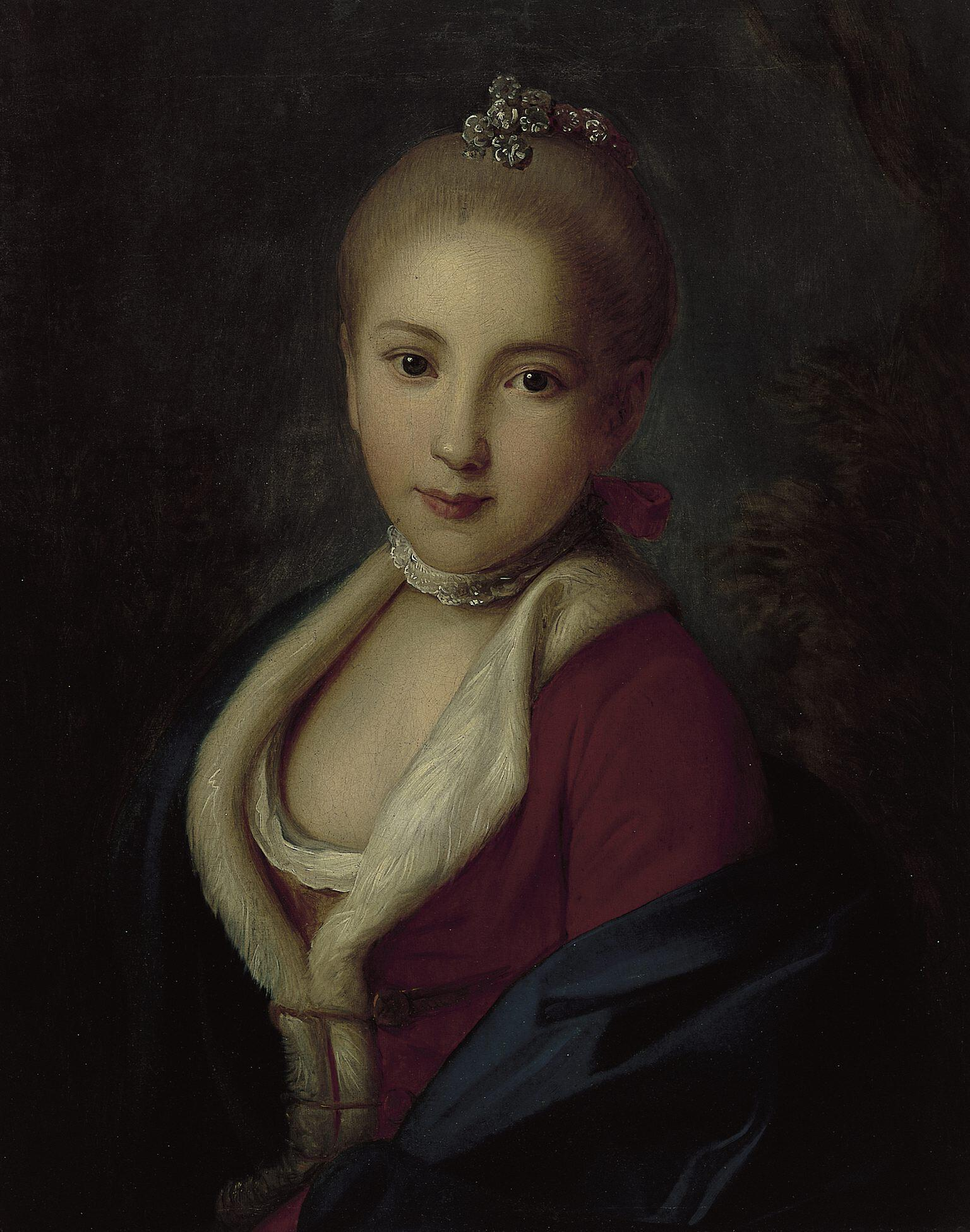
Prinzessin Katharina

Peter August heiratete am 5. September 1723 Sophie von Hessen-Philippsthal (* 6. April 1695; † 9. Mai 1728), Tochter von Landgraf Philipp. Das Paar hatte folgende Kinder:
- Karl (Oktober 1724 – März 1726)
- Ulrike Amelie Wilhelmine (* 20. Mai 1726, starb kurze Zeit später)
- Karl Anton August (* 10. August 1727; † 12. September 1759)

Am 15. März 1742 heiratete er in St. Petersburg Gräfin Natalja Nikolajewna Golowina (* 4. September 1724; † 8. Januar 1767) Tochter von Graf Nikolai Fjodorowitsch Golowin. Das Paar hatte folgende Kinder:
- Peter (* 1. Februar 1743; † 3. Januar 1751)
- Alexander (*/† 1744)
- Katharina (* 23. Februar 1750; † 20. Dezember 1811), 1767 verheiratet mit Fürst Iwan Sergejewitsch Barjatinski und war Großmutter von Feldmarschall Alexander Iwanowitsch Barjatinski